# Mary Florence Wilson
Pour les articles homonymes, voir Wilson.
Mary Florence Wilson, née le 29 janvier 1884 à Lancaster aux États-Unis, et morte le 4 janvier 1977 à La Tour-de-Peilz en Suisse, est une bibliothécaire de l'université Columbia ayant créé la bibliothèque de la Société des Nations, devenue bibliothèque des Nations unies à Genève.

## Biographie
Mary Florence Wilson est née le 29 janvier 1884 à Lancaster dans l’État de Pennsylvanie. C'est la benjamine d'une famille nombreuse, fille du colonel William B. Wilson et de Sarah Urich. Dans le monde des bibliothèques, elle est connue sous le nom de Florence Wilson. Mary Florence Wilson fait ses études à la Gibson's College Preparatory School de Philadelphie et souhaite devenir assistante sociale, mais en raison d'une santé délicate, elle n'obtient pas l'autorisation de son père. Mary Florence Wilson poursuit son cursus universitaire à l'université Drexel, l'université de Pennsylvanie et l'université Columbia avant d'être diplômée de l'École des bibliothécaires de l'université Drexel en 1909.
Après ses études, elle est d'abord brièvement engagée à la bibliothèque publique de New York, puis rejoint l'université Columbia, où elle travaille de 1909 à 1917. Bien que généraliste, elle se spécialise alors dans les domaines des sciences naturelles et des relations internationales, ainsi qu'en classification des ouvrages, une science complexe et encore principalement réservée aux hommes. Elle participe à de nombreux et différents projets. Elle organise le théâtre et les bibliothèques en langue anglaise de l'université Columbia et du National Committee for Mental Hygiene. Pendant la guerre, elle constitue une bibliothèque pour des services proches du gouvernement.

## La Conférence de paix de Paris
Elle part pour l'Europe en 1917, à Paris d'abord, où elle est agente de liaison pour l'American Library Association et la Library of Congress. Elle prend en charge l'organisation de la bibliothèque de la Commission américaine de la Paix au sein de la Conférence de paix de Paris. Durant ces années elle est la seule femme membre de la Commission de la paix américaine et la seule femme participant à la conférence en général. Son travail consiste à s'occuper de la documentation et des travaux historiques. Son travail effectué lors de la Conférence est remarqué et il lui est proposé de poursuivre en mettant en place la bibliothèque de la future Société des Nations qui va se créer.

## La Société des Nations

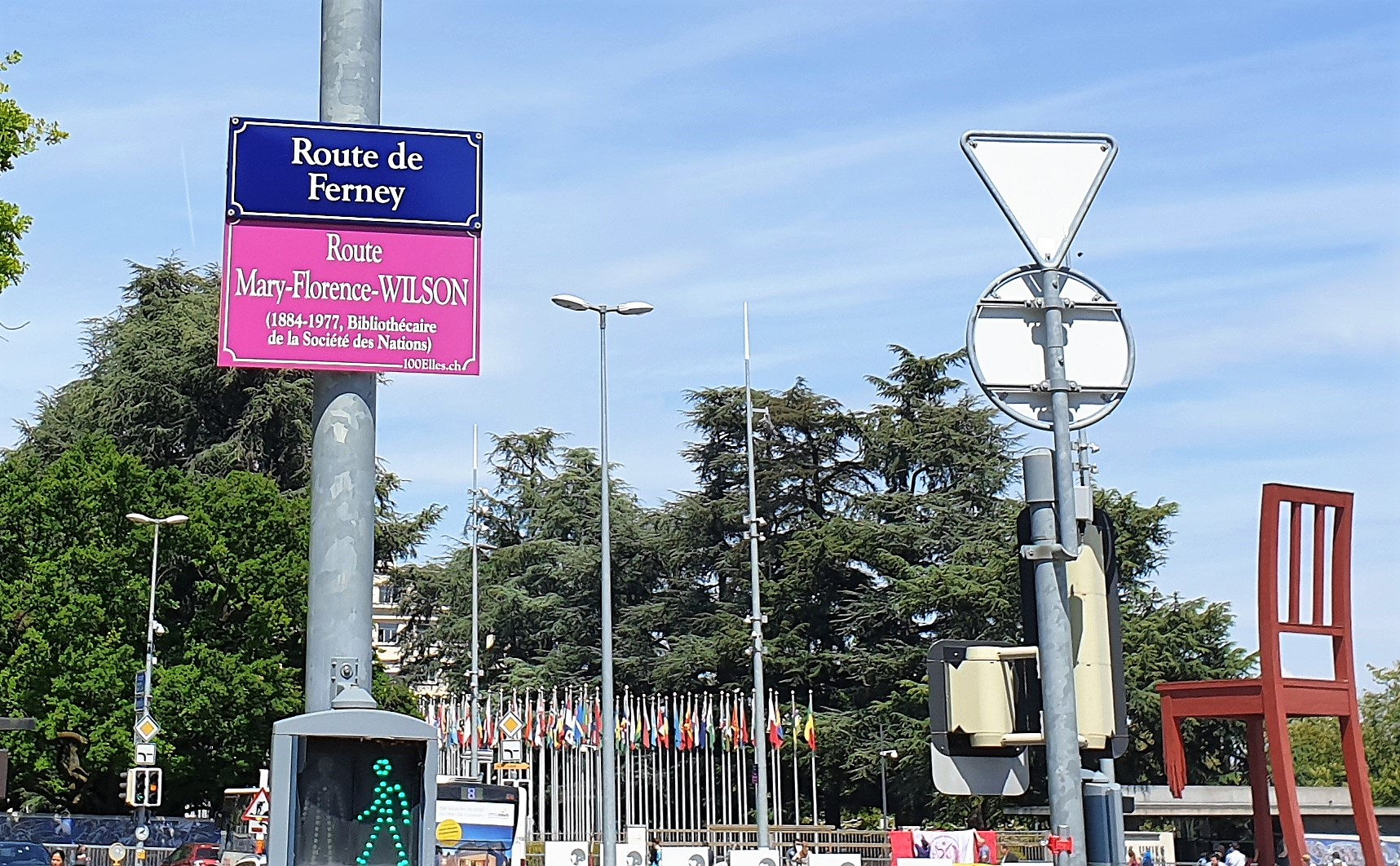
Plaque en hommage à Mary Florence Wilson apposée au coin de la place des Nations. Au fond on distingue le bâtiment des Nations unies.

En 1919, en raison de son travail avec la Commission de la paix américaine, Mary Florence Wilson est « invitée à organiser la bibliothèque de la nouvelle Société des Nations ». Elle en devient la bibliothécaire en chef, ce qui fait d'elle la seule femme en charge d'une bibliothèque en Europe. Avant de commencer son contrat, Mary Florence Wilson visite les grandes bibliothèques américaines et européennes dans le but d'élaborer un système de classement pour la bibliothèque de la SDN, qui sera principalement destinée à l'usage des fonctionnaires de l'organisation. Mary Florence Wilson travaille d'abord en tant que bibliothécaire adjointe auprès de la Société des Nations (deuxième division) du 1er octobre 1919 au 31 mai 1922, puis est promue bibliothécaire de la Société des Nations (première division). Elle y exerce ses fonctions à compter du 1er juin 1922 et jusqu'au 31 décembre 1926.
La bibliothèque de la Société des Nations est l'ancêtre de la bibliothèque des Nations unies de Genève, aujourd'hui située au Palais des Nations. Elle supervise une division dont le budget annuel entre 1921 et 1922 est de 40 000 dollars pour l'acquisition de livres et une équipe de treize bibliothécaires hautement qualifiés. Malgré l'importance de son poste, son salaire était inférieur à la moitié de celui de ses collègues masculins. Mary Florence Wilson passe sept ans au sein de l'organisation. Elle réunit plus de 90 000 volumes et y dresse les catalogues de livres en suivant des méthodes innovantes venues des États-Unis. Son rôle dans la mise en place de la bibliothèque de la SDN lui confère la responsabilité de son organisation. a confié la responsabilité de normaliser les références textuelles d'une manière accessible à un grand organisme international. Son choix initial du système de classification décimale de Dewey, le CDD, est contesté par des membres de la Ligue qui souhaitent favoriser leurs propres systèmes de référence de bibliothèque. Mais Mary Florence Wilson ayant étudié plusieurs bibliothèques européennes et internationales, opte définitivement pour le système de classement Dewey.
Mais en 1926, sa nationalité américaine, pays non membre de la Société des Nations, sert de prétexte pour la congédier. Malgré les protestations des organisations internationales féminines, son contrat n'est pas renouvelé et un homme, mieux rémunéré, la remplace à son poste.

## Les années suivantes
Après la Société des Nations, Mary Florence Wilson ne retourne pas vers les bibliothèques, préférant se consacrer au bénévolat.
De 1927 à 1929, elle travaille en tant qu'administratrice et consultante pour le centre européen établi à Paris de la Fondation Carnegie pour la paix internationale, appelé « Carnegie Endowment for International Peace » (CEIP). Dès 1918, le CEIP s'associe à plusieurs bibliothèques pour développer des collections de l'International Mind Alcove aux États-Unis et ailleurs. Ces catalogues avaient pour but de collecter tous les ouvrages favorisant et aidant à mettre fin à la guerre en encourageant la compréhension internationale et en développant des perspectives cosmopolites à travers le monde. Mary Florence Wilson va donc voyager à travers l'Europe et le Proche-Orient. En 1927, elle parcourt l'Égypte, la Syrie, la Turquie et la Grèce pour y mener des recherches et sera même conseillère auprès du directeur de l'organisation et les bibliothèques américaines à l'étranger, par exemple au Caire,. Puis, en 1928, en Yougoslavie et en Roumanie et, de nouveau, en Grèce et en Turquie. La même année, Mary Florence Wilson publie une analyse du Pacte de la Société des Nations et de son processus de création.
Durant la Seconde Guerre mondiale, elle refuse de quitter l'Europe et se consacre au travail bénévole au travers du Comité américain de secours civil, le CASC, organisé et présidé par Anne Morgan qui s'était déjà illustrée lors de la Première Guerre mondiale avec le CARD (Comité américain pour les régions dévastées). Un engagement qu'elle continuera après la guerre.
Mary Florence Wilson meurt en 1977 dans la ville vaudoise de La Tour-de-Peilz.

## Hommage et postérité
En 2018 l'association Escouade fait poser des plaques de rue temporaires. La route de Ferney, avenue partant de l'angle nord-ouest de la place des Nations unies, est renommée temporairement « Route Mary-Florence Wilson » dans le cadre de l'initiative 100Elles*.

## Publications
- (en) Mary Florence Wilson, Origins of the League Covenant : Documentary history of its drafting [« Les origines de l'alliance de la Ligue: documentaire historique de sa rédaction »], Londres, Leonard et Virginia Woolf, 1928[6]
- (en) Mary Florence Wilson, Near East Educational Survey : Report of a Survey Made During the Months of April, May, and June 1927, Londres, Hogarth, 1928.